# سایکودراما
سایکودراما (به انگلیسی: Psychodrama)  شیوه‌ای است برای درمان برخی بیماری‌های روانی که در آن بیمار نقشی را بازی می‌کند که با آنچه او را آزار می‌دهد رابطه دارد. سایکودراما به عنوان شیوه‌ای مؤثر و روشی جدید در توانبخشی و درمان افراد دچار عارضه‌های روحی و روانی شناخته می‌شود. در این روش بیماران بر اساس بدیهه‌سازی صحنه‌های نمایشی با موضوع معین، در یک نمایش شرکت می‌کنند و در عین حال به تحلیل موضوع بیماری خود می‌پردازند. در این روش به شخص بیمار کمک می‌شود تا ابعاد روان‌شناختی بیماری‌اش را کشف کند. سایکودراما نخستین بار توسط جیکوب مورنو در اویل سده بیستم میلادی بنیان نهاده شد.